# 薩彥嶺

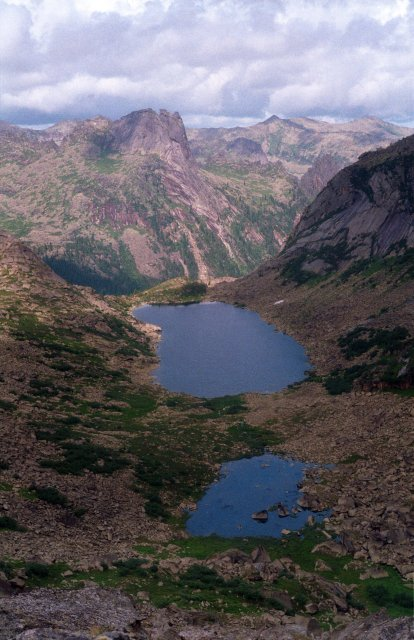
Lake of Mountain Spirits
Western Sayan, Ergaki mountains

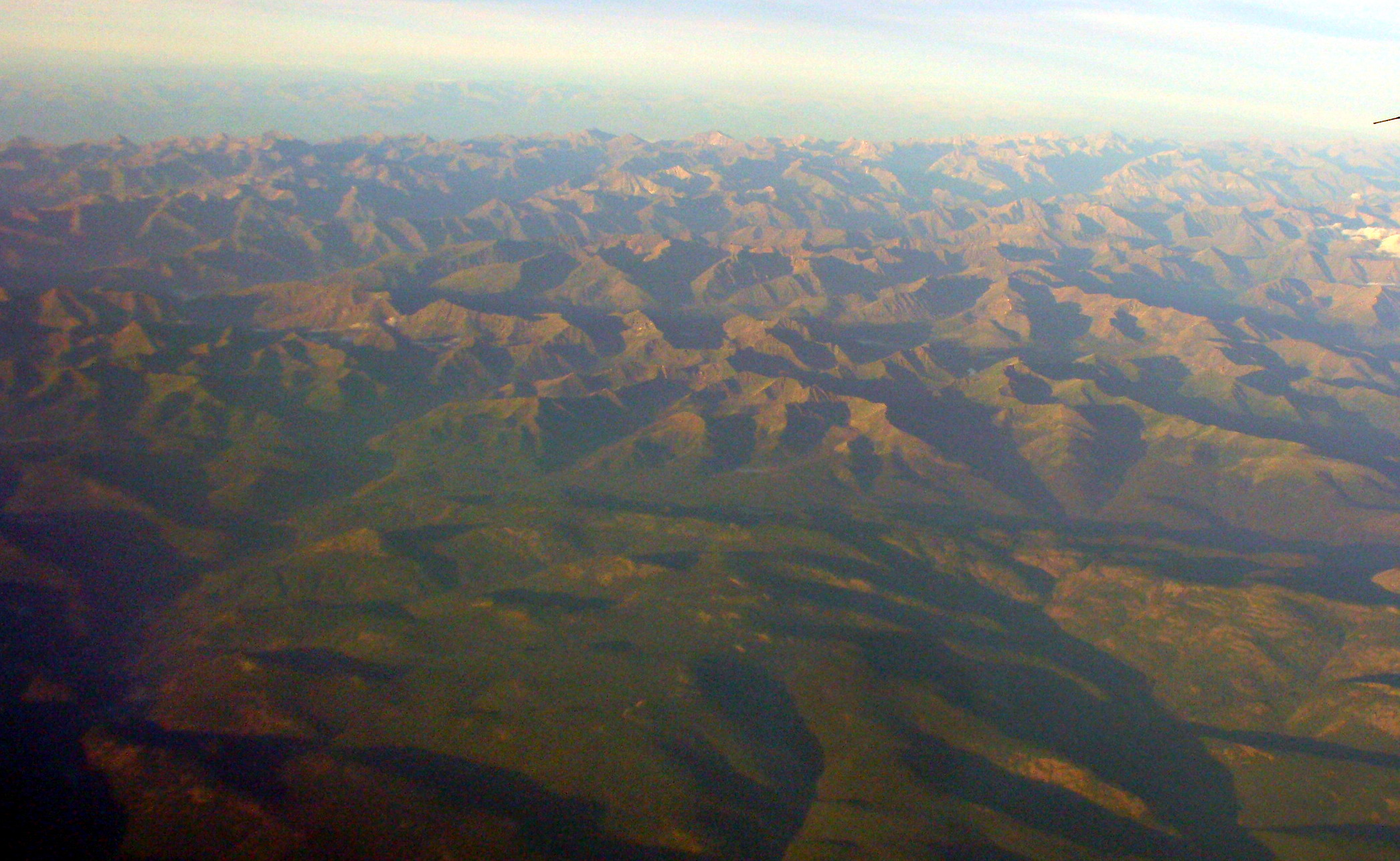
薩彥嶺

薩彥嶺（俄语：Саяны），分東西兩支，是俄羅斯西伯利亞南部的山脈。

## 歷史
雍正五年（1727年），清廷與俄國簽定《布連斯奇條約》（《恰克圖條約》），有滿、蒙、俄、拉丁四種文本，規定清俄兩國以薩彥嶺為界，立鄂博為界牌，歸烏里雅蘇台將軍管轄。在外蒙古獨立、蘇聯兼併唐努烏梁海、以及中华人民共和国成立前，薩彥嶺曾經是中華民國版圖名義上的最北點。而自1949年后退守臺灣的中華民國政府曾經未承認蘇聯在唐努烏梁海的主權。但目前「為尊重國際社會的共識」，因此認同其為俄國境內下屬之83個「聯邦主體（federal subject），類似州或省」之一。而中华民国外交部網站上的俄羅斯聯邦地圖也包含圖瓦共和國。中华人民共和国成立初期，毛澤東實行對蘇聯一面倒的外交政策，故默認蘇聯史達林對薩彥嶺的領土主張。而唐努烏梁海現已成為蒙古國西北部的一部分，以及俄羅斯聯邦主體圖瓦共和國的一部分。

## 地形
位於89°E至106°E之間，是阿爾泰山的東支。平均高度2,000—2,700公尺，當中由花崗岩及變質岩構成的個別山峰,海拔超過3,000公尺，最高峰為Munku-Sardyk峰（3,492公尺）。主要的山口高度1800—2300公尺（如Muztagh：2280公尺, Mongol：1980公尺, Tenghyz：2280公尺，Obo-sarym 1860公尺）。山脈在92°E處被上葉尼塞河割開，而在其最東端，即106°處遇到了色楞格—鄂爾渾流域。山勢南緩而北陡。山脈在葉尼塞河和庫蘇古爾湖之間，即100° 30' E稱為Yerghik-taiga。

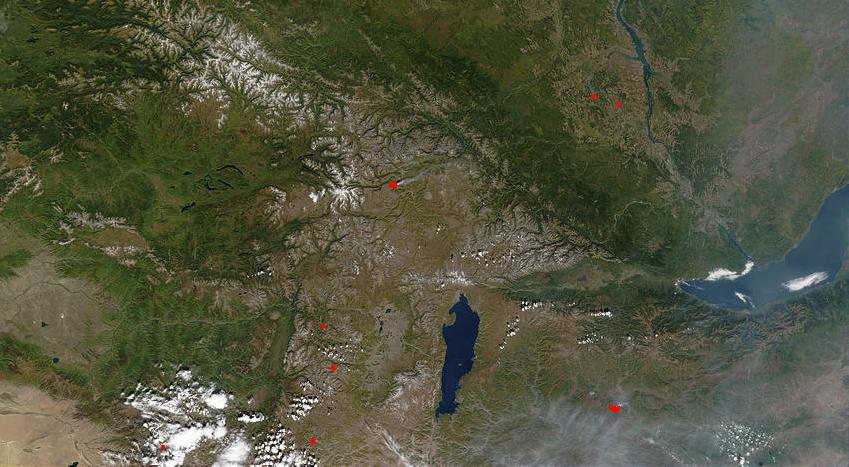
薩彥嶺（左）、庫蘇古爾湖（中下）、貝加爾湖(右)

## 生態
整體上呈荒蕪狀態，但在高處仍有由松、落葉松、刺柏屬、杜鵑花、赤楊、樺樹、醋栗屬、小蘖屬等構成的茂盛的森林。在高坡的大石上長著苔蘚和地衣。

### 引用
1. ↑  [永久]
2. ↑  中华民国外交部回函：關於台端所詢唐努烏梁海歸屬乙節，查唐努烏梁海係泛指介於薩彥嶺至唐努山之間狹長地帶，面積約17萬平方公里，原屬外蒙古一部份。另查蒙古於1961年10月27日加入聯合國，係一主權國家，與世界140餘國維持外交關係，其中包括中國大陸，我國作為國際社會之一員，自應尊重國際社會的共識。行政院於民國91年元旦修正通過「台灣地區與大陸地區人民關係條例施行細則」第3條及第56條修正條文，不再視蒙古為大陸地區，以利我與蒙古正常交往。我國於2002年在蒙古設立代表處，秉持理性及務實的態度，加強雙方實質關係，不涉及固有疆域之爭議，蒙古於2003年在台北設立代表處，推動台蒙雙邊交流，建立互惠互利合作關係。 

蘇聯於1921年在唐努烏梁海設立「圖瓦人民共和國」，惟未獲中華民國政府承認。1944年「圖瓦人民共和國」加入蘇聯，改名為「圖瓦蘇維埃社會主義自治共和國」。1945年中華民國與蘇聯簽署「中蘇友好同盟條約」，維持外蒙古現狀。中華民國駐蘇聯大使傅秉常於1948年5月照會蘇聯外交部聲明唐努烏梁海係中華民國領土。1949年中華民國宣布廢止「中蘇友好同盟條約」。蘇聯於1991年瓦解後，圖瓦共和國成為俄羅斯聯邦境內83個「聯邦主體（federal subject），類似州或省」之一。我作為國際社會的一份子，務實考量國際局勢與實際需求，為拓展與俄羅斯的實質關係，我於民國82年7月在俄國首府莫斯科設立代表處，俄羅斯也於民國85年12月在台北設立代表處，雙邊年度貿易金額已突破40億美元，今後亦將在現有基礎上繼續努力，推動雙邊關係。 

以上各節，敬請參考 
順頌　時綏 

外交部亞西及非洲司
3. ↑  .   [2013-04-17]. （原始内容存档于2013-06-22）.

## 外部連結
- Tuva -Sayan Mountains
- Photo of Sayan Mountains （页面存档备份，存于）